# Ловрес
Ловрес (фр. Loveresse) — громада  в Швейцарії в кантоні Берн, адміністративний округ Бернська Юра.

## Географія
Громада розташована на відстані близько 37 км на північний захід від Берна.
Ловрес має площу 4,7 км², з яких на 5,3% дозволяється будівництво (житлове та будівництво доріг), 46,8% використовуються в сільськогосподарських цілях, 46,8% зайнято лісами, 1,1% не є продуктивними (річки, льодовики або гори).

## Демографія
2019 року в громаді мешкало 344 особи (+8,9% порівняно з 2010 роком), іноземців було 7,8%. Густота населення становила 73 осіб/км².
За віковим діапазоном населення розподілялося таким чином: 23,8% — особи молодші 20 років, 54,9% — особи у віці 20—64 років, 21,2% — особи у віці 65 років та старші. Було 149 помешкань (у середньому 2,3 особи в помешканні).
Із загальної кількості 237 працюючих 16 було зайнятих в первинному секторі, 97 — в обробній промисловості, 124 — в галузі послуг.